# Liste der Monuments historiques in Coulommes
Die Liste der Monuments historiques in Coulommes führt die Monuments historiques in der französischen Gemeinde Coulommes auf.

## Liste der Bauwerke
| Bezeichnung | Beschreibung              | Standort           | Kennzeichnung | Schutzstatus | Datum | Bild           |
| ----------- | ------------------------- | ------------------ | ------------- | ------------ | ----- | -------------- |
| Taubenturm  | Erbaut im 18. Jahrhundert | Chemin Paré (Lage) | PA00086904    | Inscrit      | 1987  | weitere Bilder |

## Liste der Objekte

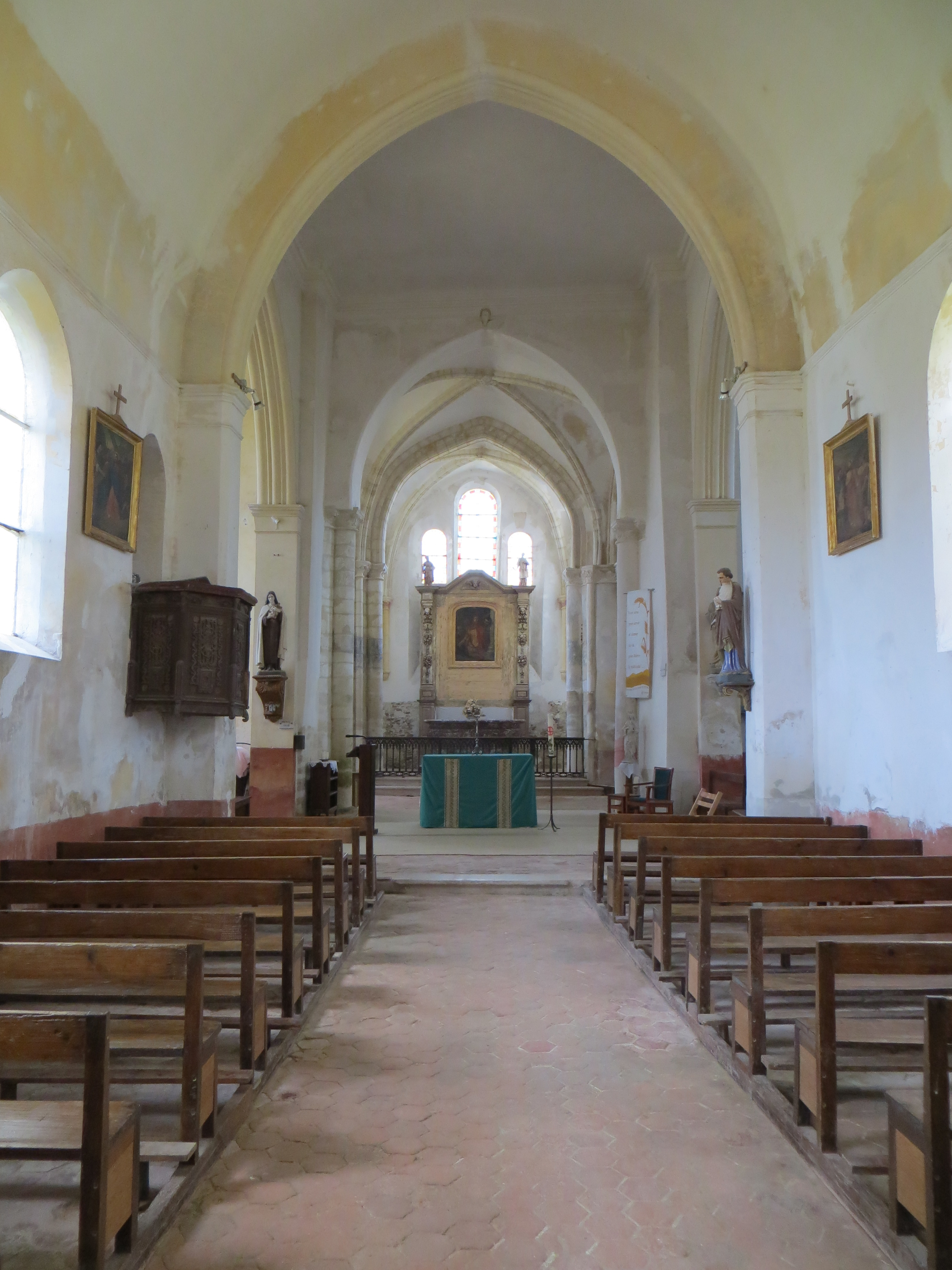
Innenansicht der Kirche St-Laurent

- Monuments historiques (Objekte) in Coulommes in der Base Palissy des französischen Kultusministeriums